# Angels & Ghosts
Angels & Ghosts è il secondo album in studio dei Soulsavers con Dave Gahan, cantante, frontman e autore parte di testi e musiche, dei Depeche Mode, pubblicato il 23 ottobre 2015 per l'etichetta Columbia Records.

## Il disco
È il secondo disco nato dalla collaborazione tra i Soulsavers e Dave Gahan, oltre ad essere il quarto album di Gahan da solista. L'album è uscito in formato CD, vinile e in download digitale. Il singolo All of This and Nothing è stato pubblicato in formato download digitale l'11 settembre 2015, lo stesso giorno in cui l'album è stato reso disponibile per il preordine.

## Tracce
1. Shine – 3:40
2. You Owe Me – 4:22
3. Tempted – 4:19
4. All of This and Nothing – 4:17
5. One Thing – 4:40
6. Don't Cry – 4:43
7. Lately – 4:32
8. The Last Time – 3:57
9. My Sun – 3:59

## Tour
Per promuovere il disco sono previste sei date:
- 19/10/15 - Los Angeles
- 22/10/15 - New York
- 26/10/15 - Londra
- 30/10/15 - Berlino
- 02/11/15 - Parigi
- 04/11/15 - Milano